# دينيس شابوفالوف
دينيس شابوفالوف (بالإنجليزية: Denis Shapovalov)‏ (مواليد 15 أبريل 1999 في تل أبيب)، هو لاعب كرة مضرب كندي بدأ مسيرته كمحترف سنة 2016 يلعب باليد اليسرى، ويحتل حالياً المرتبة رقم. 10 (19 يوليو 2021) في تصنيف رابطة محترفي كرة المضرب و هي الاعلى له. أعلى تصنيف له في الزوجي كان المركز الـ 459 في سنة 2016.وهو حاليا عاشر أصغر لاعب يصنف ضمن قائمة أفضل 100 لاعب.
وارتقى شابوفالوف إلى العالمية عندما وصل إلى نصف نهائي ماسترز في كندا المفتوحة 2017 وهو في الثامنة عشرة من عمره، حيث تغلب على ابطل الجراند سلام خوان مارتين دل بوترو ورافائيل نادال أثناء مسيرته في البطولة. [5] ومنذ ذلك الحين وصل إلى نهائي بطولة 2019 رولكس باريس وثلاث مباريات أخرى في نصف نهائي الماسترز بما في ذلك بطولة 2018 مدريد المفتوحة. (عندما أصبح الكندي المصنف أول على صعيد بلاده في 21 مايو 2018 كجزء من تسلقه المستمر في رتبة ATP) ، [6] ميامي المفتوحة لعام 2019 ، وعام 2020 ايطالية المفتوحة. كما وصل إلى الدور نصف النهائي في بطولة ويمبلدون 2021.
على الرغم من أنه غير معروف لكونه لاعب زوجي، إلا أنه في مايو 2019 شارك مع فرناندو فيرداسكو للوصول إلى الدور 16 في بطولة إيطاليا المفتوحة 2019.ثم شارك مع روهان بوبانا للوصول إلى النهائيات في كأس المرسيدس 2019 في يونيو 2019 ، مما جعله في المرتبة الاعلى له في الزوجي رقم 130 متخطيا أديل شماسدين كاعلى تصنيف للاعب كندي في الزوجي. ظهوره في بطولة باريس اخر بطولات الماسترز عام 2019 ، مرة أخرى مع بوبانا، أخذه إلى المصنفين الخمسين الاوائل في الزوجي، مما جعله صاحب أعلى مرتبة من لاعبي الزوجي تحت سن 25 [7].
في فئة الشباب، وصل شابوفالوف إلى التصنيف الثاني عالميا إضافة إلى لقب فردي ويمبلدون للشباب في عام 2016 ، وفاز بلقب الولايات المتحدة المفتوحة عن فئة الزوجي مع زميله الكندي فيليكس أوغر إلياسمي في عام 2015.

## روابط خارجية
- دينيس شابوفالوف على موقع رابطة محترفي التنس (الإنجليزية)
- دينيس شابوفالوف على موقع الاتحاد الدولي لكرة المضرب (الإنجليزية)
- دينيس شابوفالوف على موقع كأس ديفيز (الإنجليزية)
- دينيس شابوفالوف على موقع خلاصة التنس.كوم (الإنجليزية)
- دينيس شابوفالوف على موقع إي إس بي إن.كوم (الإنجليزية)